# Halfway to Hell
Halfway to Hell je druhé mini album české deathmetalové kapely Hypnos.

## Seznam skladeb
1. Mesmerized – Beyond The Spiritual Knowledge – 4:50
2. Where The Rooks Fly To Cry – Far Trip To Vinnland – 8:31
3. Paranormal Vertigo – Ode To One's Perfection – 4:10
4. Intraoseal Fibrom – Glorification Of Dehydrated Tumour – 3:35
5. Symphony V. – La Resurrazione Ferale – Ominous Prelude – 2:30
6. Burning Again – Hymn Of Eternal Fire – 5:11

## Sestava
- Brüno – kytara, baskytara, zpěv
- Pegas – bicí

## Reedice & Licence
- 2010 – Crystal Productions (CZ) – promo CD
- 2011 – Magick Disk Musick (CZ) – LP